# Agasicles
Agasicles (en griego, Αγασικλης) fue un rey de Esparta, perteneciente a la dinastía de los Euripóntidas, que habría gobernado entre los años 575 a. C. y 550 a. C. aproximadamente.
Era hijo del rey Arquidamo I, de quien heredó el trono, y fue contemporáneo con el rey León. Durante su reinado los espartanos llevaron a cabo una guerra contra Tegea que acabó en derrota, pero tuvieron éxito en otras campañas distintas.